# Orientacje społeczne
Orientacje społeczne (dawniej motywy społeczne) – preferencje co do podziału wyników (dobra) pomiędzy siebie i innych w sytuacji współzależności społecznej.
Preferencje są stałe w tej samej kategorii sytuacji, ale mogą różnić się w sytuacjach odmiennych, dlatego mówi się o stałych wzorcach międzysytuacyjnej zmienności preferencji. Oznacza to, że w określonej klasie sytuacji (na przykład kontakty z przełożonym) będziemy przejawiali pewną orientację społeczną (powiedzmy, że kooperacyjną) i będzie ona stała właśnie w tych sytuacjach. A w innych (na przykład kontakty ze współmałżonkiem) przejawiać możemy zupełnie inną orientację (altruistyczną lub rywalizacyjną) i ona również będzie stała, czyli będzie się przejawiać w większości sytuacji małżeńskich. Orientacje społeczne powstały na gruncie krytyki idei homo oeconomicus – człowieka racjonalnego, kierującego się zawsze jedynie własnym zyskiem.

## Ewolucja definicji orientacji społecznych
Teoria gier zakładała, że ludzie w sytuacjach współzależności społecznej podejmują decyzje kierując się racjonalnością, czyli maksymalizują własne zyski. Wyniki eksperymentów pokazały jednak, że znaczny odsetek osób badanych, ok. 30–40%, nie kierował się matematycznym zyskiem i podejmował nieracjonalne (z punktu widzenia teorii gier) decyzje. Próbą wytłumaczenia tego fenomenu była teoria współzależności, która postulowała, że ludzie nie wartościują jedynie konsekwencji działań dla samych siebie, ale także konsekwencje działań dla innych osób. Dodatkowo każda osoba ma inne preferencje co do podziału dóbr. Wprowadzenie do teorii gier tak rozumianych różnic indywidualnych dało podstawy do sformułowania koncepcji orientacji społecznych.

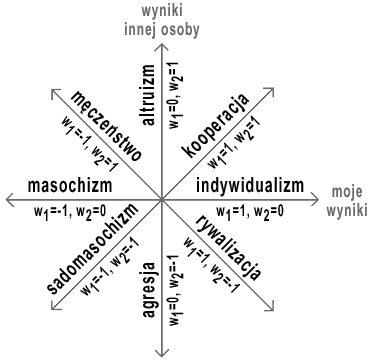
Dwuwymiarowa przestrzeń orientacji społecznych

Za jednego z prekursorów orientacji społecznych uważa się Charlesa McClintocka, który w 1972 jako pierwszy zaproponował dwuwymiarową przestrzeń opartą na układzie współrzędnych do definiowania orientacji (nazywanych jeszcze wtedy motywami). Wprowadził on cztery podstawowe motywy: indywidualizm, altruizm, kooperację i rywalizację oraz zaproponował definicję orientacji jako prostego liniowego wzoru obejmującego zarówno wyniki własne, jak i wyniki innego gracza:
U = w1 * (wyniki własne) + w2 * (wyniki innych)
gdzie:

U = indywidualna użyteczność danej sytuacji

w1, w2 = wagi przykładane do wyników
Dla czterech podstawowych orientacji wagi są następujące: indywidualizm (w1=1 w2=0), altruizm (w1=0 w2=1), kooperacja (w1=1 w2=1) i rywalizacja (w1=1 w2=-1). 
Donald Griesinger i James Livingston rozbudowali model McClintocka: w dwuwymiarowej przestrzeni wyznaczonej przez wyniki własne oraz wyniki innej osoby wyznaczyli osiem orientacji społecznych (na rysunku obok wraz z odpowiednimi wartościami wag w1 oraz w2). Kolejni badacze doszli do wniosku, że ten model nie jest wystarczający i uzupełnili wzór o dodatkowy czynnik równości. W efekcie przyjęto ostatecznie:

U = w1 * (wyniki własne) + w2 * (wyniki innych) + w3 * (równość wyników)
gdzie:

w3 = wagi przykładana do różnic pomiędzy wynikami

## Rodzaje orientacji społecznych
Wyróżnia się następujące orientacje społeczne:
- orientacja indywidualistyczna – dążenie do maksymalizowania własnych zysków
- orientacja kooperacyjna – dążenie do maksymalizowania wspólnych zysków swoich i innej osoby
- orientacja rywalizacyjna – dążenie do maksymalizowania różnicy pomiędzy swoimi zyskami a zyskami innej osoby, z korzyścią dla siebie
- orientacja altruistyczna – dążenie do maksymalizowania zysków innej osoby
- orientacja agresywna – dążenie do minimalizowania zysków drugiej osoby
- orientacja męczeńska – dążenie do maksymalizowania różnicy pomiędzy wynikami swoimi a innej osoby, z korzyścią dla innej osoby
- orientacja masochistyczna – dążenie do minimalizowania własnych zysków
- orientacja sadomasochistyczna – dążenie od minimalizowania wspólnych zysków swoich i innej osoby
- orientacja równościowa – dążenie do minimalizowania różnicy pomiędzy wynikami swoimi a innej osoby
- orientacja minimaksowa – dążenie do maksymalizowania najmniejszego zysku, bez względu na to czyj ten zysk jest

## Metody pomiaru orientacji społecznych
Wiele metod pomiaru pochodzi wprost z metodologii badań nad teorią gier, ponieważ właśnie na tym gruncie wyrosła teoria orientacji społecznych. Poniżej opisane są najpopularniejsze metody (używane w przynajmniej trzech opublikowanych eksperymentach).

### Metoda Madsena (Madsen Cooperation Board)
To najstarsza ze wszystkich technik, stworzona w innym celu, ale używana później do badania orientacji społecznych. Polegała ona na łączeniu dzieci w czteroosobowe zespoły i daniu im do wykonania zadania, które wymagało współpracy wszystkich osób. Badacze obserwujący dzieci klasyfikowali całą czwórkę jako „prospołeczną”, jeżeli wszystkie dzieci współpracowały lub jako „rywalizującą”, jeżeli przynajmniej jedno dziecko nie chciało współpracować. Podobne techniki (obserwacja dzieci w diadach lub małych grupach) stosowali również później inni badacze związani z psychologią rozwojową. Ze względu na swoje ograniczenia (duży wpływ procesów grupowych oraz niemożność ustalenia orientacji poszczególnych osób) metoda ta została wyparta przez gry macierzowe.

### Gry macierzowe (Matrix games)

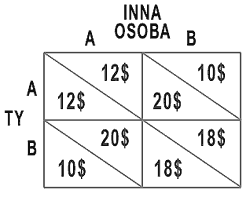
Przykład gry macierzowej używanej w badaniu orientacji społecznych

Ten eksperyment oparty był na macierzy wypłat wziętej z teorii gier. Osobie badanej pokazywano kartę z macierzą, a następnie proszono o dokonanie wyboru spośród dwóch opcji: A i B. Wybór osoby badanej wraz z wyborem dokonanym przez drugą (nieznaną) osobę miały wskazać w macierzy wypłatę, którą następnie dostawała osoba badana. W trakcie jednego badania pokazywano od 3 do 24 macierzy, każdorazowo informując osobę badaną o wyborze dokonanym przez drugą osobę. Wybór A klasyfikowany był jako rywalizacyjny / indywidualistyczny, a wybór B jako prospołeczny.
Ta metoda miała poważną wadę. Jeżeli osoba badana miała orientację kooperacyjną, to powinna wybrać opcję B (maksymalna suma wypłat dla obu osób), natomiast opcję A, jeżeli miała orientację indywidualistyczną lub rywalizującą. Natomiast w wypadku, gdy osoba badana boi się straty (10$ zamiast 18$ lub 20$) lub – nauczona rywalizacyjnymi wyborami drugiej osoby – będzie chciała pokazać jej, że najlepsze wyniki można osiągać wybierając opcję B, to wtedy wybierze opcję A. Wybór osoby badanej zależy więc od strategii, jaką przyjmuje dokonując wyboru. Badacze mogą więc poznać jej strategię, ale nie orientację społeczną – aby można było to zrobić należy wykluczyć z metody tę "inną osobę", która dokonując swojego wyboru wpływa na wybory osoby badanej.

### Gry rozłożone (Decomposed games)

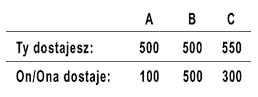
Przykład gry rozłożonej

Pionierem stosowania gier rozłożonych był Dean Pruitt, który jako pierwszy opisał możliwość przedstawienia macierzy wyników w inny sposób. Rozłożył on macierz dylematu więźnia na dwa niezależne od siebie wybory, eliminując tym samym wpływ strategii osoby badanej. David Messick i Charles McClintock udoskonalili metodę i przeprowadzili serie eksperymentów mających na celu pomiar orientacji społecznych. Pokazany obok przykład ma do wyboru trzy opcje: A, B i C. Każda z nich diagnozuje jedną orientację społeczną: wybór opcji A to orientacja rywalizacyjna, wybór opcji B świadczy o orientacji kooperacyjnej lub równościowej a wybór opcji C o indywidualistycznej. Osoba badana dostaje instrukcję z prośbą o wybór jednej z opcji wraz z informacją, że końcowa wypłata będzie uzależniona od wyboru innej, nieznanej jej osoby. Nie poznaje jednak na bieżąco tych wyborów. W ten sposób wyeliminowano wpływ strategii osoby badanej, zachowując jednocześnie sytuację współzależności społecznej.
Gry rozłożone mogą mieć więcej opcji do wyboru – wszystko zależy od tego ile orientacji społecznych ma być diagnozowanych. W jednym badaniu prezentuje się od 9 do 36 gier rozłożonych, a wynikiem badania jest dominująca orientacja społeczna (orientacja zdiagnozowana w przynajmniej 2/3 wszystkich wyborów). Miarą spójności dominującej orientacji jest ogólna liczba odpowiadających jej wyborów. Technika ta jest nadal bardzo popularna i używana do dziś przez wielu badaczy.

### Metoda Warszawska

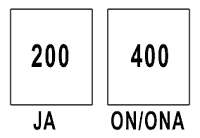
Przykład jednej z ofert w Metodzie Warszawskiej

Głównym twórcą metody jest Janusz Grzelak, natomiast formalną analizę orientacji społecznych leżących u podstaw Metody Warszawskiej opracowała Grażyna Wieczorkowska. W odróżnieniu od poprzednich technik osoba badana nie wybiera jednej spośród wielu opcji, a szereguje (ranguje) kilka lub kilkanaście różnych podziałów wyników od najbardziej do najmniej atrakcyjnej lub też zaznacza atrakcyjność każdej z ofert na skali. Następnie układa się idealne porangowania ofert dla każdej z orientacji, po czym koreluje się je z uporządkowaniem osoby badanej. Graficzną reprezentacją takiego uporządkowania jest przestrzeń trójwymiarowa wyznaczona przez orientację altruistyczną, indywidualistyczną i egalitarną (równościową).
W przeciwieństwie do innych metod nie otrzymuje się tu jako wyniku jedynie dominującej orientacji, a kilka lub kilkanaście współczynników korelacji z idealnymi orientacjami społecznymi, co powoduje niezwykłą czułość tej techniki na wszelkie zmiany wprowadzane do badania. Metoda ta jest szczególnie popularna w Polsce, ale używają jej również badacze w Holandii i Stanach Zjednoczonych.

### Kołowa Metoda Liebranda (The Ring Measure of Social Values)
Nazwa techniki Kołowa Metoda Liebranda pochodzi od sposobu doboru ofert, które są wyznaczone przez punkty leżące na okręgu koła opisanego na dwuwymiarowym układzie współrzędnych (tym samym, który służy do definiowania orientacji społecznych). Zamiast punktów na okręgu badani widzą kolorowe słupki: zielone i skierowane do góry, jeżeli wartość jest dodatnia i czerwone, skierowane w dół, kiedy wartość jest ujemna. Długość słupka odpowiada wartości liczby. Za każdym razem badanego prosi się o wybór jednej, z dwóch sąsiadujących opcji. Na przykład należy wybrać pomiędzy sytuacją: TY: 15, On/a: 0 i sytuacją: Ty: 14,5, On/a : 3,9. 
Wynikiem jest wektor wskazujący dominującą orientację społeczną osoby badanej utworzony na podstawie dokonywanych wyborów. Ponieważ sposób analizy wyników tej techniki jest niezwykle skomplikowany, stosuje się w tym celu specjalnie napisany program komputerowy. Kołowa Metoda Liebranda jest obecnie bardzo popularna i powszechnie stosowana w badaniach. 

## Skąd się biorą orientacje społeczne?
Nie wiadomo, dlaczego w tej samej sytuacji jedne osoby zachowują się kooperacyjnie, a inne rywalizacyjnie. Wyniki badań nad małymi dziećmi pokazują, że w początkowym stadium rozwoju działamy tylko i wyłącznie egoistycznie (indywidualistycznie). W wieku około 4–4,5 lat dzieci przyswajają sobie pojęcie rywalizacji oraz zaczynają myśleć długoterminowo. Dopiero w wieku około 6–7 lat dzieci rozumieją znaczenie kooperacji i umieją ją zastosować.
Dzięki badaniom wiadomo, że na ukształtowanie orientacji społecznych wpływają też takie czynniki jak ilość i wiek rodzeństwa (osoby o orientacjach prospołecznych mają więcej rodzeństwa, zwłaszcza sióstr, niż osoby o orientacji rywalizacyjnej), czy też wielkość rodziny. Osoby kooperacyjne wywodzą się głównie z rodzin wieloosobowych, natomiast osoby rywalizacyjne z mniejszych rodzin. Ponadto orientacje społeczne zmieniają się z wiekiem. Wśród starszych ludzi (w wieku ponad 60 lat) osób z orientacją prospołeczną (kooperacyjną lub altruistyczną) jest o 20% więcej, niż w populacji osób młodych, w wieku do 29 lat.